# Secrétaire au Travail des États-Unis
Le secrétaire au Travail des États-Unis (en anglais : United States Secretary of Labor) est le chef du département du Travail qui exerce le contrôle sur l'ensemble du département, veille au respect et suggère des lois concernant le travail, les syndicats et les relations entre employé et employeur.
Avant 1913, il existait un secrétaire au Commerce et au Travail mais la fonction, comme le département, ont été scindés. Depuis cette date, le secrétaire au Commerce dirige son propre département.
Le secrétaire au Travail est membre du cabinet présidentiel et figure en 11e position dans l'ordre de succession présidentielle.

## Liste des secrétaires au Travail
| N° | Secrétaire au Travail                    | Parti | Parti       | Début du mandat   | Fin du mandat     | Président(s)                                  |
| -- | ---------------------------------------- | ----- | ----------- | ----------------- | ----------------- | --------------------------------------------- |
| 1  | William B. Wilson                        |       | Démocrate   | 6 mars 1913       | 4 mars 1921       | Woodrow Wilson                                |
| 2  | James J. Davis                           |       | Républicain | 5 mars 1921       | 30 novembre 1930  | Warren Harding Calvin Coolidge Herbert Hoover |
| 3  | William N. Doak                          |       | Républicain | 9 décembre 1930   | 4 mars 1933       | Herbert Hoover                                |
| 4  | Frances Perkins (première femme)         |       | Démocrate   | 4 mars 1933       | 30 juin 1945      | Franklin D. Roosevelt Harry S. Truman         |
| 5  | Lewis B. Schwellenbach                   |       | Démocrate   | 1er juillet 1945  | 10 juin 1948      | Harry S. Truman                               |
| 6  | Maurice J. Tobin                         |       | Démocrate   | 13 août 1948      | 20 janvier 1953   | Harry S. Truman                               |
| 7  | Martin P. Durkin                         |       | Démocrate   | 21 janvier        | 10 septembre 1953 | Dwight D. Eisenhower                          |
| 8  | James P. Mitchell                        |       | Républicain | 9 octobre 1953    | 20 janvier 1961   | Dwight D. Eisenhower                          |
| 9  | Arthur Goldberg                          |       | Démocrate   | 21 janvier 1961   | 20 septembre 1962 | John F. Kennedy                               |
| 10 | W. Willard Wirtz                         |       | Démocrate   | 25 septembre      | 20 janvier 1969   | John F. Kennedy Lyndon B. Johnson             |
| 11 | George Shultz                            |       | Républicain | 22 janvier 1969   | 1er juillet 1970  | Richard Nixon                                 |
| 12 | James Day Hodgson                        |       | Républicain | 2 juillet 1970    | 1er février 1973  | Richard Nixon                                 |
| 13 | Peter J. Brennan                         |       | Républicain | 2 février 1973    | 15 mars 1975      | Gerald Ford                                   |
| 14 | John Thomas Dunlop                       |       | Républicain | 18 mars 1975      | 31 janvier 1976   | Gerald Ford                                   |
| 15 | Willie Julian Usery, Jr.                 |       | Républicain | 10 février 1976   | 20 janvier 1977   | Gerald Ford                                   |
| 16 | Ray Marshall                             |       | Démocrate   | 27 janvier 1977   | 20 janvier 1981   | Jimmy Carter                                  |
| 17 | Raymond Donovan                          |       | Républicain | 4 février 1981    | 15 mars 1985      | Ronald Reagan                                 |
| 18 | William Brock                            |       | Républicain | 29 avril 1985     | 31 octobre 1987   | Ronald Reagan                                 |
| 19 | Ann Dore McLaughlin                      |       | Républicain | 17 décembre 1987  | 20 janvier 1989   | Ronald Reagan                                 |
| 20 | Elizabeth Dole                           |       | Républicain | 25 janvier 1989   | 23 novembre 1990  | George H. W. Bush                             |
| 21 | Lynn Martin                              |       | Républicain | 22 février 1991   | 20 janvier 1993   | George H. W. Bush                             |
| 22 | Robert Reich                             |       | Démocrate   | 22 janvier 1993   | 10 janvier 1997   | Bill Clinton                                  |
| 23 | Alexis Herman (première Afro-Américaine) |       | Démocrate   | 1er mai 1997      | 20 janvier 2001   | Bill Clinton                                  |
| 24 | Elaine Chao (première Asio-Américaine)   |       | Républicain | 29 janvier 2001   | 20 janvier 2009   | George W. Bush                                |
| 25 | Hilda Solis (première latino-Américaine) |       | Démocrate   | 24 février 2009   | 22 janvier 2013   | Barack Obama                                  |
| 26 | Thomas Perez                             |       | Démocrate   | 23 juillet 2013   | 20 janvier 2017   | Barack Obama                                  |
| 27 | Alexander Acosta                         |       | Républicain | 28 avril 2017     | 19 juillet 2019   | Donald Trump                                  |
| 28 | Eugene Scalia                            |       | Républicain | 30 septembre 2019 | 20 janvier 2021   | Donald Trump                                  |
| 29 | Marty Walsh                              |       | Démocrate   | 23 mars 2021      | 11 mars 2023      | Joe Biden                                     |
|    | Julie Su (intérim)                       |       | Démocrate   | 11 mars 2023      | 20 janvier 2025   | Joe Biden                                     |
| 30 | Lori Chavez-DeRemer                      |       | Républicain | 10 mars 2025      | en cours          | Donald Trump                                  |